# Beatles for Sale (No. 2)
 Beatles for Sale (No. 2) (englisch Beatles zu verkaufen [Nr. 2]). ist eine am 4. Juni 1965 veröffentlichte EP der britischen Rockband The Beatles. Es ist die neunte EP der Beatles, die auf Parlophone (Katalognummer GEP 8938) veröffentlicht wurde. Alle vier Titel der EP stammen vom Album Beatles for Sale. Die EP erschien ausschließlich in Mono.

## Hintergrund
Die Veröffentlichung der EP Beatles for Sale (No. 2) erfolgte sechs Monate nach dem Erscheinen des Albums Beatles for Sale im Dezember 1964.
Am 12. Juni 1965 stieg die EP in die britischen EP-Charts ein; insgesamt hielt sich Beatles for Sale (No. 2) 24 Wochen in den EP-Charts und erreichte Platz 5. In den britischen Singles-Charts konnte sich die EP nicht platzieren.
In Großbritannien wurde, im Gegensatz zu Deutschland, keine Single aus dem Album Beatles for Sale ausgekoppelt, stattdessen die beiden EPs Beatles for Sale und Beatles for Sale (No. 2). Während die erste EP Lieder enthält, die in Deutschland und den USA Top-Ten-Single-Hits waren, beinhaltet die zweite EP Beatles for Sale (No. 2) keine internationalen Hits.

## Covergestaltung
Das Foto des Covers stammt von Robert Freeman.

## Titelliste
Seite 1
1. I’ll Follow the Sun (Lennon/McCartney) – 1:53
  - Aufgenommen am 18. Oktober 1964. Gesungen von Paul McCartney.
2. Baby’s in Black (Lennon/McCartney) – 2:10
  - Aufgenommen am 11. August 1964. Gesungen von John Lennon und Paul McCartney.

Seite 2
1. Words of Love (Buddy Holly) – 2:16
  - Aufgenommen am 18. Oktober 1964. Gesungen als Duett von John Lennon und Paul McCartney.
2. I Don’t Want to Spoil the Party (Lennon/McCartney) – 2:34
  - Aufgenommen am 29. September 1964. Gesungen von John Lennon und George Harrison.

## Wiederveröffentlichungen
Die EP Beatles for Sale (No. 2) wurde bis in die 1970er Jahre gepresst. Im Dezember 1981 erschien die EP als Teil des Boxsets The Beatles E.P.s Collection, das alle britischen EPs enthielt. Am 26. Mai 1992 erschien dieses Set mit dem leicht geänderten Titel The Beatles Compact Disc EP. Collection als CD-Ausgabe.